# العنود بدر
العنود بدر هي مصممة أزياء سعودية تعيش في دبي في الإمارات العربية المتحدة ولدت في سنة 1985 في مدينة الرياض عاصمة السعودية من أب سعودي وأم لبنانية، تعتبر حالياً واحدة من أشهر مصممات الأزياء في العالم العربي ولها أكثر من 560 ألف متابع على موقع الإنستغرام. تقدم الآن البرنامج الأسبوعي «دردش تاغ» في قناة الحرة صحبة نور الدين اليوسف.

## حياتها
ولدت  العنود بدر في العاشر من مارس 1985 في عاصمة المملكة العربيّة السّعوديّة، من والد سعودي ووالدة لبنانيّة، وهي الشّقيقة الكبرى لثلاثة أخوة سلمان وميّادة وسلطان. حتّى عامها الثاني عشر، تلقّت دراستها في نجد في الرياض، قبل أن تسافر إلى باريس لمتابعة دروسها بسبب حرب الخليج. وبعد عامين انتقلت إلى الولايات المتحدة الأميركيّة متابعةً مسيرتها الدراسيّة لتعود إلى بلدها الأم، ثمّ إلى دبي وتتخصص بالإتصال بصري وتصوير الأزياء.
في سن الثامنة عشرة بدأت بتصميم الأزياء، عشقت الجينز، وشعرت أنّ أسلوبها قريب من روك-رنواي، عرفت مع الوقت بتميّز تصميم البليزر، التي أوصلتها إلى العالميّة، فزيّنت أجساد النجمات الغربيات على رأسهنّ كيم كارداشيان وكارولينا كوركوفا، وهي التي تعتبرها بداية موفقّة لها ولماركتها «ليدي فوزازا Lady Fozaza» في عالم الألبسة الجاهزة الذي تعشقه. خلال مسيرتها حصدت جوائز عدّة أبرزها جائزة أفضل مصمّمة أزياء محليّة من مجلة غراتسيا.

## غلاف مجلة سيدتي
في نوفمبر2023، ظهرت المصممة العنود بدر على غلاف مجلة سيدتي، حيث تحدثت المصممة عن ولعها بالأزياء منذ صغرها.

## الدنيم
في 27 سبتمبر 2023، ظهرت المصممة العنود بملابس مصنوعة من قماش الدنيم، والدنيم يُعدُّ آخر صيحات الموضة. حيث تظهر المصممة في أغلب مناسباتها، أو الصور المنشورة بحساباتها بوسائل التواصل الاجتماعي، بملابس تصنع بواسطة الدنيم مثل فساتين الدنيم، الجمبسوت الدنيم، القمصان، الجاكيتات وغيرها من الموديلات، حيث تقدم الفاشينيستا العنود بدر، اعتماد القماش الدنيم بمختلف قصاته.

## نصائح العنود للفتيات
ذكرت المصممة العنود أن الخروج إلى لأسواق والشراء أمر سهل، وذكرت أهم النصائح، وهي:
- الابتعاد عن الملابس التي تلتصق بالجسم.
- لذوات العنق القصير أو العريض اختاري البلوزات بالقبّة المفتوحة.
- ما ينطبق على قاعدة المكياج التي تقول: لا تكثري من مكياج العيون وتضعي أحمر شفاه صارخ، بل يكفيكِ أحدهما، ينطبق على الملابس أيضًا، فلا تختاري ملابسًا تكشف الجزء العلوي من جسدك وتكشف ساقيك. يكفي أن تظهري أحدهما، أبدًا لا تظهريهما معًا.

### الألوان
- ألوان النيون القوية لا تليق إلا بصاحبات البشرة الحنطية.
- اختيار الألوان التي ترفع من معنوياتك.
- العجلة اللونية.
- اللون الأسود يخفي بعض الوزن.

### الاكسسوارات
- إذا كان لديك ذقن مضاعفة، اختيار الأقراط الطويلة.
- إذا كان عنقك قصيرًا، تجنبي التعليقات الكبيرة.

### الأحذية
- تجنبي انتعال الحذاء الأسود مع ألوان الثياب.
- تجنبي الكعوب العالية إن كانت الساقان نحيفتين.
- إذا كنت صاحبة حوض بارز، تجنبي الكعوب الرفيعة القصيرة.
- إن كان كاحلاك ممتلئين، فلا تلبسي الأحذية التي تتكون من شرائط وأحزمة.

## وصلات خارجية
- الصفحة الرسمية على إنستغرام
- الصفحة الرسمية على سناب شات